# Leôncio (filho de Dabragezas)
Leôncio (em latim: Leontius) foi um oficial bizantino de origem anta do século VI, ativo durante o reinado do imperador Justiniano (r. 527–565). Era filho de Dabragezas. Segundo o cronista Agátias, Leôncio acompanhou Ilo no final de 556 em sua expedição contra os misimianos na fortaleza montanhosa de Tzacar.